# Bahía de Saginaw
La bahía de Saginaw (en inglés: Saginaw Bay; en francés: Baie de Saginaw) es una bahía lacustre de los Estados Unidos, un brazo o entrante del lago Hurón, localizado en el lado este del estado de Míchigan. Forma el espacio entre la región Thumb y el resto de la península Inferior de Míchigan. La bahía de Saginaw tiene una superficie de 2,960 km². Administrativamente, sus riberas y aguas pertenecen a cinco condados de Míchigan: Arenac, Bay, Huron, Iosco y Tuscola.

## Geografía
La bahía de Saginaw se extiende en dirección suroeste unos 82 kilómetros desde su entrada: de un lado, la punta Au Sable (al noroeste) y el río Au Sable —que desemboca en el lago Hurón, en el cantón de Au Sable y la localidad de Au Sable — y, del otro lado, la localidad de pointe Aux Barques (al este). En el fondo de la bahía desagua el río Saginaw. El ancho de la bahía varía de 21 a 42 kilómetros y su área se estima en 2960 km². Limita con los condados de Arenac, Bay, Huron, Iosco y Tuscola.

### Cuenca
La cuenca hidrográfica de la bahía de Saginaw es la cuenca de drenaje más grande del estado de Míchigan, drenando aproximadamente el 15% del área total de tierras. La cuenca alberga el sistema continuo de humedales costeros de agua dulce más grande de los Estados Unidos. La Saginaw Bay Watershed Initiative Network [Red de Iniciativas de la Cuenca Saginaw Bay] lidera el esfuerzo para promover el desarrollo sostenible en la cuenca de la bahía de Saginaw mediante la coordinación de programas de cuencas hidrográficas y la concesión de subvenciones a proyectos innovadores en toda la región. Actualmente está catalogado como Area of Concern [Área de Preocupación] (1 de 46 en los Grandes Lagos) por la EPA.

## Origen del nombre
Se han propuesto varios orígenes posibles para el nombre «Saginaw»; podrían corresponder al nombre en ojibwa O-Sag-e-non o Sag-in-a-we, que significa 'fluir hacia fuera'; también podría referirse al río Saginaw, que desemboca en la bahía de Saginaw, y finalmente en el lago Hurón. El nombre «Saginaw» no está relacionado con Saguenay una región en Quebec cuyo nombre es de origen algonquino.

## Historia

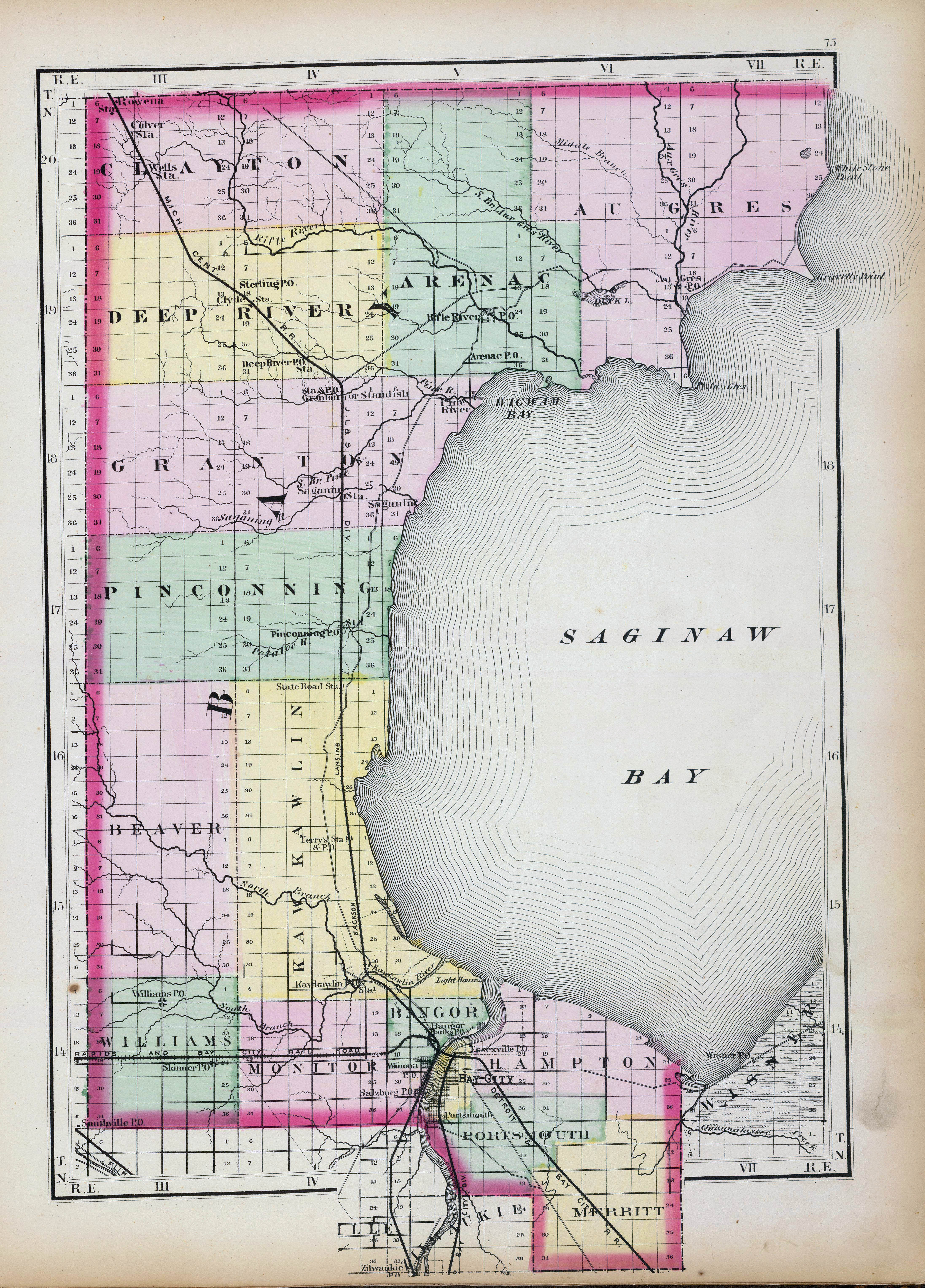
Mapa de 1873 de la bahía de Saginaw (The H.F. Walling Atlas

Esta área, antes de la exploración europea, fue colonizada por los pueblos indígenas, el último bandas de la tribu ojibwe que dominaron las áreas alrededor de los Grandes Lagos. A principios del siglo XVII, los exploradores franceses fueron los primeros europeos en visitar la región de los Grandes Lagos. El primero en visitar el área de la bahía de Saginaw fue el padre Jacques Marquette, un sacerdote misionero jesuita francés, que llegó allí en 1668 después de establecer una misión en St. Ignace. En 1686, el padre Jean Enjalran llegó al valle para establecer una misión india, pero sus esfuerzos fracasaron.
Francia cedió su control nominal de la región al reino de Gran Bretaña bajo los términos del Tratado de París de 1763 después de la victoria de los británicos en la Guerra de los Siete Años. Veinte años después, Gran Bretaña lo cedió a su vez a los recién independizados Estados Unidos de América. Se convirtió en parte del Territorio de Míchigan en 1805 y más tarde fue admitido en la Unión como el Estado de Míchigan.
Durante el desarrollo de la explotación de los recursos naturales en el siglo XIX, la bahía de Saginaw fue muy utilizada con el envío de madera y otras mercancías a los mercados orientales.

### Asentamientos
Alrededor de 1813, Louis Campau erigió un puesto comercial indio a lo largo del río Saginaw, lo que condujo al desarrollo de Saginaw City en 1816 (que se combinó con la East Saginaw City en marzo de 1890 para formar Saginaw. La historia de los otros asentamientos del área de la bahía de Saginaw están relacionados con esto.
Bay City es un puerto importante en el extremo inferior de la bahía. Las dos islas de la Caridad, en el medio de la bahía, Charity Island y Little Charity Island, son excelentes zonas de pesca.
Las áreas costeras y las playas se han vuelto destinos populares entre los turistas de verano.

## Clima
Saginaw Bay Light No. 1, a navigational light 11 nautical miles northeast of the mouth of the Saginaw River, houses NOAA weather equipment providing weather conditions for the Bay.
Gravelly Shoal Light, located near Charity Island, also houses a weather station.
Saginaw Bay Light No. 1, una luz de navegación a 11 millas náuticas al noreste de la desembocadura del río Saginaw, alberga el equipo meteorológico de la NOAA que proporciona las condiciones meteorológicas para la bahía.
Gravelly Shoal Light, ubicado cerca de Charity Island, también alberga una estación meteorológica. Cultura

## Cultura popular
- Un buque de escolta de la Segunda Guerra Mundial se llamaba Saginaw Bay.
- El Saginaw Bay Yacht Club sigue siendo uno de los más prestigiosos de la región.